# Peno Township
Peno Township est un ancien township, situé dans le comté de Pike, dans le Missouri, aux États-Unis,.
Le township est fondé en 1819 et baptisé en référence au cours d'eau Peno Creek (en).

### Source de la traduction
- (en) Cet article est partiellement ou en totalité issu de l’article de Wikipédia en anglais intitulé « Peno Township, Pike County, Missouri » (voir la liste des auteurs).